# Ivko Radovanović
Prof. Ivko Radovanović (Gdinj, 1878. – 1938.) je hrvatski zaslužni humanist, slikar, pjesnik i društveni radnik. Njegova kćer Tatjana Radovanović je afirmirana hrvatska pjesnikinja koja piše na čakavskom narječju. Sestra je likovnog umjetnika Ive Radovanovića.